# Psychotria paradoxalis
Psychotria paradoxalis är en måreväxtart som först beskrevs av Cornelis Eliza Bertus Bremekamp, och fick sitt nu gällande namn av Aaron Paul Davis och Rafaël Herman Anna Govaerts. Psychotria paradoxalis ingår i släktet Psychotria och familjen måreväxter. Inga underarter finns listade i Catalogue of Life.